# Ян Балабан
Ян Балабан (29 січня 1961 - 23 квітня 2010) - чеський письменник, журналіст і перекладач. Його вважали екзистенціалістом, чиї роботи часто стосувались жалюгідних та зневірених аспектів людського стану.

## Біографія
Балабан народився в Шумперку, Північна Моравія (Чехословаччина), але йому ще не виповнилось року, як сім’я переїхала до Острави. Закінчив Палацький університет в Оломоуці, де навчався на філософському факультеті. Після закінчення університету відвідав Канаду та США. У 1984 році пройшов двомісячну практику в Kings College у Шотландії. Його першою серйозною публікацією стала книга оповідань - "Середньовіччя" в 1985 р. Потім він працював технічним перекладачем на Витковицькому комбінаті, а згодом - вільним перекладачем і журналістом, регулярно публікуючись у журналі "Respekt". Він також переклав твори Г. П. Лавкрафта (H. P. Lovecraft)  та Террі Іглтона (Terry Eagleton) на чеську мову.
У 90-х роках він разом із Петром Грушкою брав участь у виданні журналу «Landek». Говорячи про своє рідне місто, він згадав Вільяма Фолкнера (з яким його порівнювали), сказавши: "Якщо ви пишете про місце, ви не тільки любите його, але й знаходите багато ненависті до нього". Також він був знавцем у мистецтві, знання дозволили Балабану писати статті та есе для відповідних мистецьких журналів, виставок, каталогів та газет. Член-засновник групи Prirozeni (Природа - засновано 1980), він допоміг розповсюдити підпільну мистецьку спільноту та оздоровити міський ландшафт, організовуючи виставки на горищах, в коридорах, в метро та у передмісті Острави. Один із найважливіших творів Балабана - „ Možná že odcházíme ”(Можливо, ми відходимо) - це збірка з двадцяти оповідань, обсягом сто сторінок. Історії стосуються персонажів, натхненних людьми з його рідного міста та складних періодів у їхньому житті, оскільки вони зазнають розчарувань, невдач на роботі та вдома.
Балабан помер 23 квітня 2010 року у віці 49 років. За тиждень до смерті він був на місячному фестивалі авторів, який проходив як у його рідному місті Остраві, так і в Брно. Після смерті Балабан залишив двох дітей. Останні три роки свого життя він працював над новою книгою, яка стосувалася смерті його батька, та вийшла у світ вже після його смерті.

## Опубліковані твори
- Středověk(Середньовіччя), розповіді (1995)
- Boží lano, розповіді (1998)
- Prázdniny (Канікули), розповіді (1998)
- Černý beran(Чорний баран), роман (2000)
- Srdce draka (2001)
- Kudy šel anděl (Куди йшов ангел), роман (2003)
- Možná že odcházíme (Можливо, ми відходимо), розповіді (2004)
- Jsme tady (Ми тут)(2006)

## Нагороди
- "Možná že odcházíme" - " Magnesia Litera 2005" для прози - а також номінація на "Державну премію з літератури".